# 卡氏合跳蛛
卡氏合跳蛛（学名：Synagelides cavaleriei）为跳蛛科合跳蛛属的动物。在中国大陆，分布于甘肃、西藏等地。该物种的模式产地在甘肃。